# Boštjan Narat
Boštjan Narat, slovenski glasbenik, filozof, publicist, moderator in igralec; * 1976.
Boštjan Narat je po izobrazbi doktor filozofije in profesor zgodovine. Po študiju je skoraj deset let poučeval filozofijo na Gimnaziji Poljane. Leta 2001 je ustanovil folk skupino Katalena, ki je doslej izdala sedem studijskih albumov, dva pa je ustvaril kot kantavtor. Je večstranski svobodni umetnik, in sicer se udejstvuje tudi kot gledališki ustvarjalec, esejist, kolumnist. Izdal je dve zbirki esejev, Partíja in Podaja v prazno. Zbirka Partíja je bila nominirana za Rožančevo nagrado 2014. Leta 2024 je izdal svoj prvi roman z naslovom Bend.

### Eseji
- zbirka Partíja (2014)
- zbirka Podaja v prazno (2018)

### Romani
- Bend (2024)

## Zasebno
Je oče dveh otrok.